# Spring Challenger 1985
Lo Spring Challenger 1985 è stato un torneo di tennis facente parte della categoria ATP Challenger Series nell'ambito dell'ATP Challenger Series 1985. Il torneo si è giocato a Spring negli Stati Uniti dal 13 al 19 maggio 1985 su campi in cemento.

## Vincitori

### Singolare
Gary Donnelly ha battuto in finale  Lloyd Bourne con il punteggio di 5–7, 6–4, 7–6

### Doppio
Rill Baxter /  Glenn Michibata hanno battuto in finale  Roger Knapp /  Mark Wooldridge con il punteggio di 6–4, 6–3